# Dinkelland
Dinkelland  (basso sassone: Deenkellaand) è un comune neerlandese nella regione di Twente nel sudest della provincia di Overijssel. Dinkelland confina nel nord ed est col circondario della Contea di Bentheim nella Germania, nell'est col comune di Losser e comune di Oldenzaal, nel sud col comune di Enschede e comune di Hengelo, nel sudovest col comune di Borne e nell'ovest col comune di Tubbergen.
Il comune conta 26 051 abitanti (1º gennaio 2010, fonte: CBS).